# Pierre-Levée des Landes
Pour les articles homonymes, voir Pierre levée.
La Pierre-Levée des Landes est un dolmen situé à Bazoges-en-Pareds, dans le département français de la Vendée.

## Protection
L'édifice est classé au titre des monuments historiques en 1927.

## Description
Le dolmen fut érigé sur une petite éminence dominant le Loing. C'est un dolmen de type angevin composé de neuf orthostates en grès ou granite sur lesquels reposent deux tables de couverture. L'ensemble mesure 7,90 m de longueur selon l'abbé Baudry. Les vestiges de son tumulus d'origine sont bien visibles. Trois blocs de pierre (d'une hauteur respective de 1,50 m, 1 m et 0,70 m) situés à environ 20 m de distance, signalés par Gobert en 1864, pourraient correspondre à des menhirs satellites ou à des vestiges du portail d'entrée.